# J-SA03
J-SA03(ジェイエスエー ゼロサン)は、三洋電機が製造し、J-フォン（現・ソフトバンク）が販売していたPDC通信方式の携帯電話端末である。

## 特徴
三洋電機としては初となる写メール対応端末で、かつ折りたたみ式としては初となる写メール対応端末である。カメラは筺体の裏側に搭載されている。
撮影した画像にスタンプやテキストを挿入する機能が搭載されており、その画像を待ち受け画像として設定したり写メールで送信する事が可能となっている。